# Cervera
Cervera es un municipio y ciudad del centro-oeste de Cataluña, capital de la comarca de la Segarra y cabeza del partido judicial de Cervera, en la provincia de Lérida, España. El municipio de Cervera, de 55,19 km², se encuentra dentro de la Depresión Central en el sector meridional de la comarca de la Segarra. La población censada es de 9440 habitantes. 
La ciudad se caracteriza por la riqueza de su patrimonio cultural y monumental. Un total de once monumentos del municipio están catalogados como Bien Cultural de Interés Nacional (BCIN) por la Generalidad de Cataluña: el castillo (siglo XI), la iglesia de San Pedro el Grande (siglo XI), el recinto amurallado (siglo XVI), la parroquia de Santa María (siglos XIV-XV), el edificio de la Paeria (siglos XVII-XVIII), la Universidad (siglo XVIII), el núcleo histórico, el Sindicato (siglo XX) y los castillos los núcleos agregados Castellnou de Olujas, la Preñanosa y Malgrat.

## Etimología
La etimología de la palabra no tiene nada que ver con el perro Cerbero, guardián de los Infiernos en la mitología griega. Dada la antigüedad del nombre, cabe suponerle un origen prelatino, y relacionarlo con la raíz pre-indoeuropea kar, ker (peña), seguida de la raíz ibero-vasca -erri (lugar). El nombre de Cervera designaría pues un lugar en la peña, que encaja perfectamente con la descripción del municipio. Lo más probable es que venga de "lugar de ciervos", lo que avala el escudo de la localidad, con dos ciervos.

## Geografía
Integrado en la comarca de la Segarra, de la que ejerce de capital, se sitúa a 57 kilómetros de Lérida y a 101 kilómetros de Barcelona. El término municipal está atravesado por la autovía del Nordeste A-2 entre los pK 517 y 524, además de por la antigua carretera N-II, por la autovía C-25, que se dirige hacia Manresa y Vich, y por las carreteras provinciales L-311, que conecta con Guisona, L-214, que se dirige hacia Conesa, y L-303, que permite la comunicación con Agramunt. 
El relieve del término es bastante representativo del paisaje de la comarca. Predominan los valles anchos y generalmente poco profundas, y enmarcadas por largas crestas prácticamente horizontales. El río Ondara es el curso fluvial más destacado del territorio, que lo cruza de sureste a oeste pasando por el sur de la localidad. La altitud oscila entre los 624 metros al este y los 450 metros a orillas del río Ondara. La ciudad se alza a 548 metros sobre el nivel del mar. 
| Noroeste: Els Plans de Sió  | Norte: Tarroja y Torreflor                                       | Noreste: San Ramón                         |
| Oeste: Tárrega              |                                                                  | Este: Olujas, Estarás y Ribera del Dondara |
| Suroeste: Tárrega y Grañena | Sur: Grañena, Ribera del Dondara (exclave) y Montolíu de Cervera | Sureste: Ribera del Dondara                |

### Comunicaciones
Cervera está situada en el centro de la parte meridional de la comarca, en el valle del río Ondara. En Cervera enlazan el Eje Transversal (C-25) con la autovía A-2 de Madrid a Francia. Posee también estación de ferrocarril (línea R12, Barcelona–Lérida–Madrid).

### Núcleos de población
Cervera comprende las siguientes entidades de población: 
| Entidades                                   | Población |
| ------------------------------------------- | --------- |
| La Cardosa                                  | 3         |
| Castellnou de Olujas (Castellnou d'Olugues) | 41        |
| Cervera                                     | 9328      |
| Malgrat                                     | 3         |
| Preñanosa (La Prenyanosa)                   | 10        |
| Vergós                                      | 58        |

## Historia

### Orígenes
El año 1026, tres familias campesinas construyeron un primer establecimiento en la Segarra, en aquellos momentos deshabitada. Más tarde los condes de Barcelona les confirmaron la posesión de aquellas tierras que habían ocupado, muy probablemente para reafirmar su poder, ya que la Segarra era en aquellos momentos una zona fronteriza entre el dominio cristiano y el musulmán, creando una primera fortaleza (castrum Cervarie).
Estabilizada la frontera occidental en Lérida en 1149, Cervera creció rápidamente en forma de villa cerrada (con las casas adosadas a la muralla, es decir la pared de las casas era a la vez el muro defensivo). Los habitantes se habían liberado de los abusos de los señores feudales, y a partir de privilegios reales el municipio organizó sucesivamente en forma de Cofradía (1182), de Consulado (1202), y desde el 1267 hasta la actualidad, de Paeria. No fue, sin embargo, hasta el siglo XVIII, concretamente en 1702, que no se le concediera el título de ciudad por parte del rey Felipe V.

### La Universidad

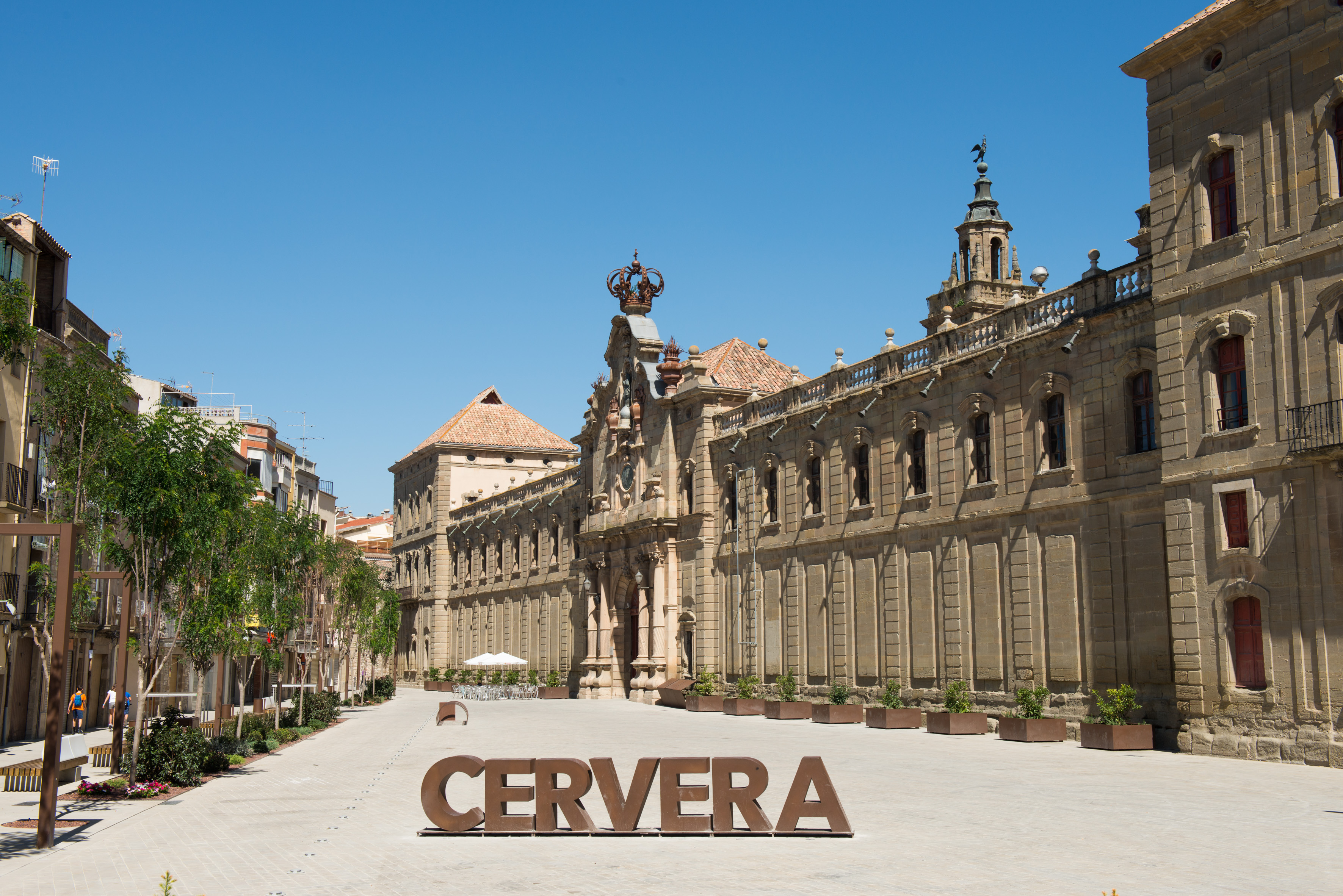
Plaza de la Universidad de Cervera

Carlos II, último rey español de la casa de Austria, muere en 1700, y en su testamento deja como heredero de todos sus dominios a Felipe de Anjou. El nuevo rey, con el nombre de Felipe V, es aceptado tanto al reino de Castilla como la Corona de Aragón. El Reino de Inglaterra, a la cabeza de las naciones contrarias al predominio de los Borbones, proponía como sucesor del trono español a Carlos III de Aragón y en 1702 comienza una guerra civil española (la Guerra de Sucesión) y en 1705 la Corona de Aragón cambió de bando. En Cervera, como en el resto de Cataluña, había partidarios de ambas facciones.
Con el Decreto de Nueva Planta se cerraron todas las universidades concentrándose en la universidad de Cervera.
Finalizada la guerra, Cervera, que había quedado devastada, envió dos embajadores a la Corte con la misión de convencer a los ministros de Felipe V de su fidelidad absoluta, con el fin de obtener una recompensa y en una de las treinta peticiones pedían un estudio general -una universidad- como la de Lérida. Felipe V, pues, ordenó construir una gran universidad central en Cervera y abolir el resto (por el decreto de Nueva Planta). La creación de la Universidad de Cervera significó una mejora económica importante para la ciudad, en parte por los beneficios que ocasionó el alojamiento de cerca de 2000 estudiantes, lo que provocó que la población de Cervera se doblara.

### Decadencia y prosperidad
En el año 1842 los estudios universitarios fueron trasladados a Barcelona, lo que representó una pérdida económica importante. La llegada del ferrocarril en la ciudad en 1860 y la mejora de algunos servicios públicos (como el abastecimiento de agua), junto con el establecimiento de diversas industrias y de un importante comercio de vino, ocasionaron una cierta reanimación económica.
Durante la tercera guerra carlista, la madrugada del 16 de febrero de 1875, los carlistas intentaron conquistar Cervera, ocupada por las fuerzas liberales, pero fueron rechazados. En recuerdo de la batalla se lleva a cabo la Procesión del Puro.
La aparición de la filoxera provocó la ruina de muchos viñedos de la Segarra, lo que supuso una fuerte crisis en el comercio vinatero Cervera, el cual se recuperó un poco con la creación del Sindicato Agrícola (1919).

### La llegada de la democracia
Cervera participó activamente en la transición de la democracia y la restitución de las libertades, la Generalidad y el Estatuto de Autonomía de Cataluña. La ciudad acogió en 1976 la Marcha de la Libertad y tuvo un núcleo de la Asamblea de Cataluña. Sus habitantes recuperaron la calle como espacio de sociabilidad y también como espacio de fiesta, así pues la naciente Asamblea de Jóvenes de Cervera impulsó la recuperación de los gigantes de la ciudad, la dinamización de la fiesta mayor del Santo Cristo y la creación de la semana cultural Isagoge; y creó junto con la redacción de la Revista El Callejón de las Brujas la fiesta del Aquelarre de Cervera, una celebración que lleva cerca de cuarenta ediciones haciendo nombre en la ciudad.
La ciudad ha llevado a cabo grandes transformaciones sociales, urbanísticas y culturales desde la entrada a la democracia en los años setenta.

## Geografía humana

### Demografía
Cuenta con una población de 9533 habitantes (INE 2024).
| Gráfica de evolución demográfica de Cervera entre 1842 y 2021 |
| |
| Población de derecho según los censos de población del INE Población de hecho según los censos de población del INEEntre el censo de 1981 y el anterior, crece el término del municipio porque incorpora a 25178 (Preñanosa) |

## Administración y política
| Partido político                           | 2023  | 2023       | 2023 |
| Partido político                           | %     | Concejales |      |
| Partit dels Socialistes de Catalunya (PSC) | 31,18 | 5          |      |
| Junts per Catalunya (JxCat)                | 19,40 | 3          |      |
| Solucions i Futur (SiF)                    | 18,42 | 3          |      |
| Esquerra Republicana de Catalunya (ERC)    | 17,71 | 2          |      |

## Monumentos y lugares de interés
- Porticada de la plaza Mayor

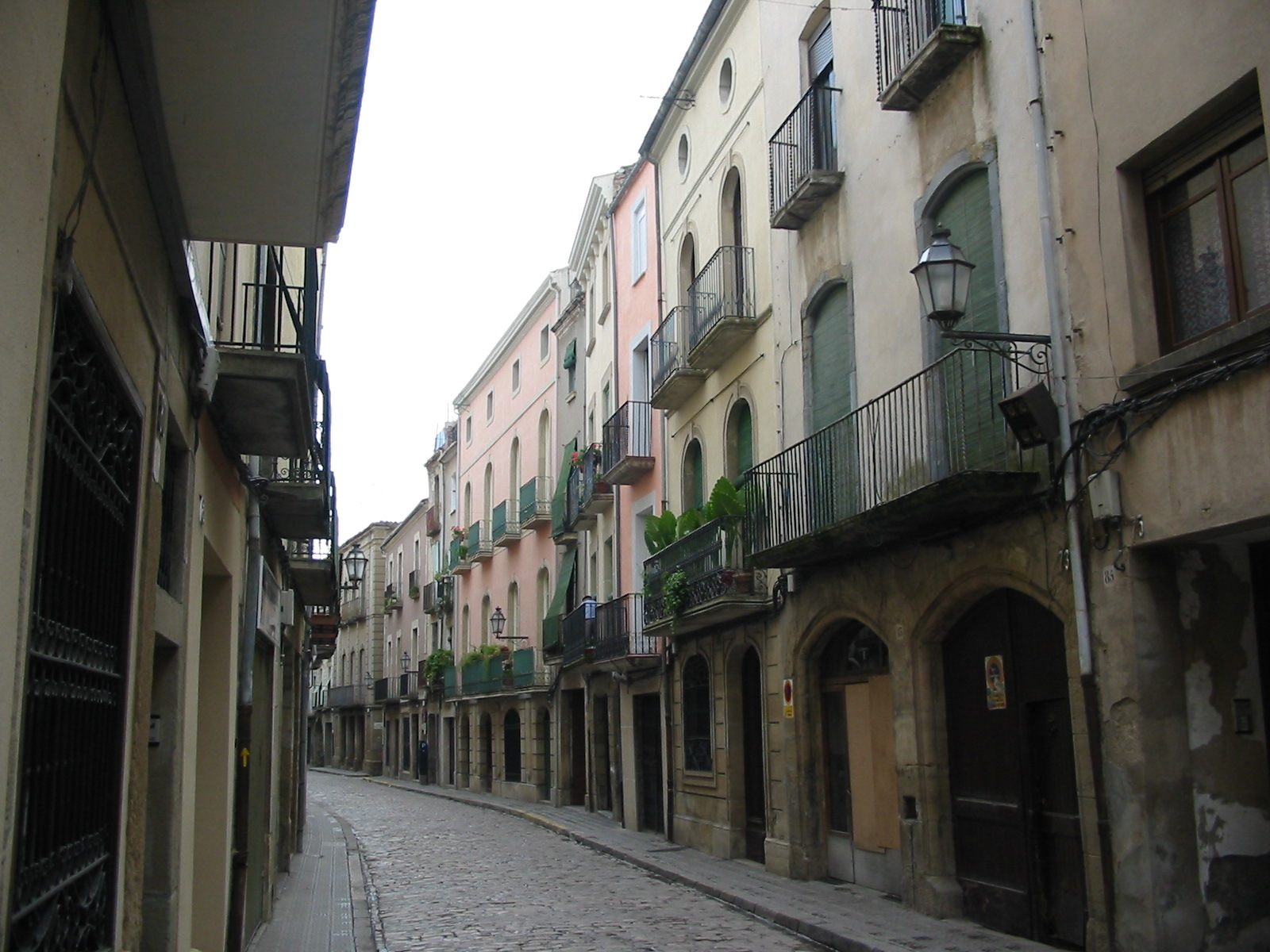
Calles interiores de Cervera.

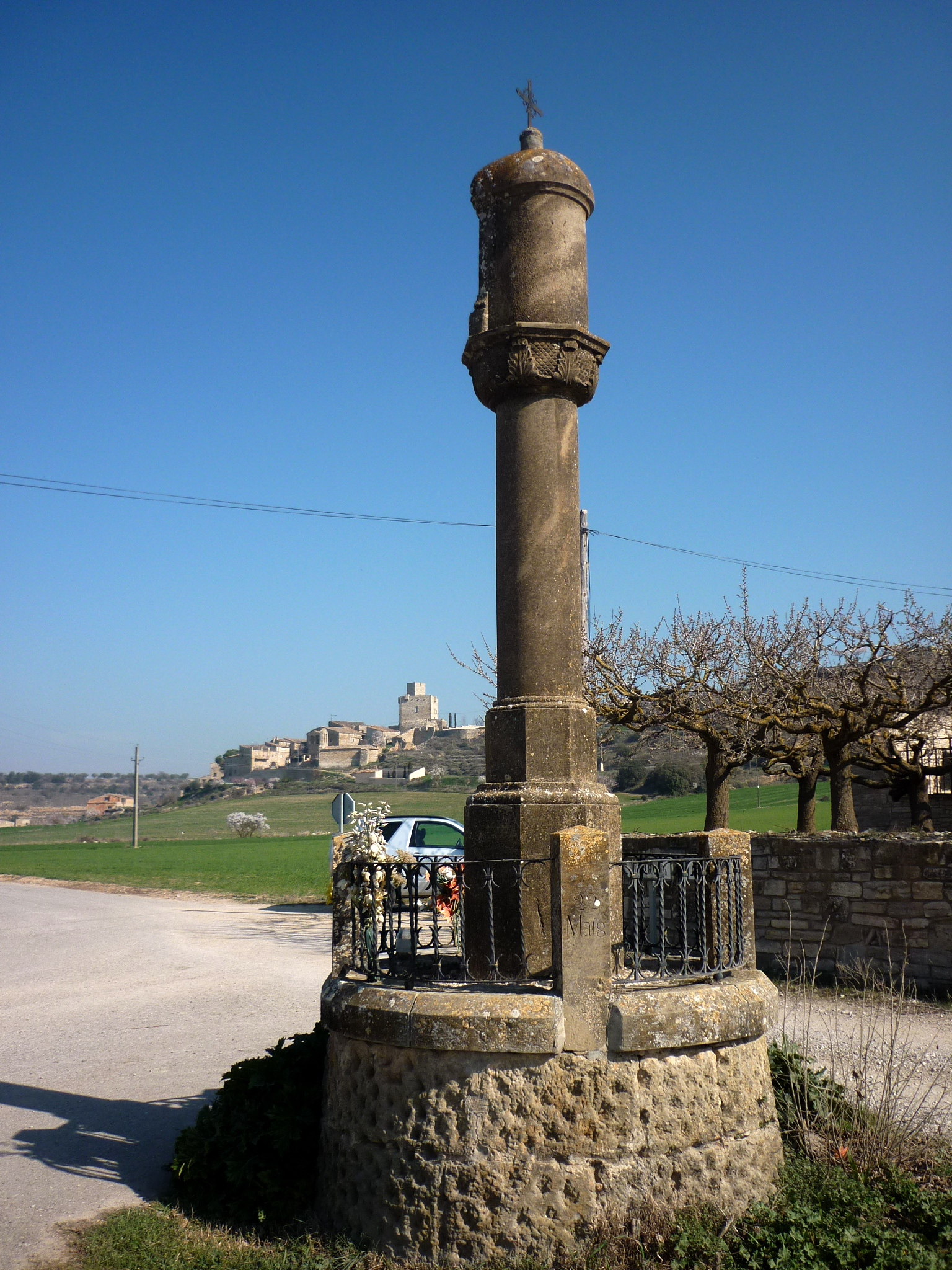
Columna de San Roc, con el castillo de Malgrat al fondo

- Ayuntamiento (Paeria), de estilo barroco
- Iglesia de Santa María, siglos XIV-XV, de estilo gótico
- Antigua Universidad de Cervera, de estilo neoclásico
- Iglesia románica de San Pedro el Grande, de planta circular, en las afueras de la ciudad
- Museo del Blat i la Pagesia
- Museu Duran i Sanpere, arqueológico y de historia local
- Monumento a la Generalidad de Cataluña
- Carreró de les Bruixes

### En Vergós
- Castillo
- Iglesia de la Magdalena
- Iglesia de Santa María

## Cultura

### Fiestas de interés
- San Antonio Abad, 17 de enero
- Cantada de Completes, 5 de febrero
- Fiesta mayor del Santísimo Misterio, 6 y 7 de febrero
- La Pasión, meses de marzo y abril
- Fiesta de San Isidro Labrador, 15 de mayo
- San Magín, 18 y 19 de agosto
- Fiesta del Aquelarre, último fin de semana del mes de agosto
- Fiesta mayor del Santo Cristo, 4.º fin de semana de septiembre